# Bopparve
Bopparve este o arie protejată (arie specială de conservare — SAC, sit de importanță comunitară — SCI) din Suedia întinsă pe o suprafață de 1,6 ha, integral pe uscat.

## Localizare
Centrul sitului Bopparve este situat la coordonatele 57°17′51″N 18°09′50″E / 57.2974°N 18.1639°E.

## Înființare
Situl Bopparve a fost declarat sit de importanță comunitară în aprilie 2004 pentru a proteja 1 specie de animale. Situl a fost protejat și ca arie specială de conservare în martie 2011.

## Biodiversitate
Situată în ecoregiunea boreală, aria protejată conține 2 habitate naturale: Mlaștini alcaline, Pășuni din zone de pădure fino-scandinave.
La baza desemnării sitului se află o specie protejată de  nevertebrate: Vertigo geyeri.